# Sae-cheonnyeon-minju-Partei
Die Sae-cheonnyeon-minju-Partei (koreanisch: 새천년민주당, Transliteration: Sae-cheonnyeon-minju-dang, in Deutsch: Demokratische Partei des Neuen Millenniums, häufig auch Millennium Demokratische Partei genannt) war eine liberale Partei in Südkorea, die im Januar 2000 gegründet wurde und sich im Mai 2005 in Minju-dang (민주당, Demokratische Partei) umbenannte.

## Geschichte
Die Partei wurde am 20. Januar 2000 gegründet. Sie bildete sich im Wesentlichen aus der Partei des Sae-jeongchi-gungmin-hoeui (새정치국민회의, Nationaler Kongress für Neue Politik), von der drei Jahre zuvor Mitglieder der sich gespaltenen Tonghap-minju-dang (통합민주당, Vereinte Demokratische Partei (1995)) aufgenommen wurden. Eine kleinere Partei, die an der Fusion beteiligt war, nannte sich Neue Bürgerpartei und nicht von großer Bedeutung war.
Prägendster Politiker der Partei war Kim Dae-jung (김대중), der noch unter der Partei Nationaler Kongress für Neue Politik von 1998 an Staatspräsident des Landes war und die Gründung der Demokratischen Partei des Neuen Millenniums forcierte, um mit einer neuen parteilichen Identität zu den Parlamentswahlen im April 2000 antreten zu können. Seine Partei ging aus der Wahl als stärkste Kraft heraus und konnte so Kims Politik weiterhin wirksam unterstützen, wie seine Sonnenscheinpolitik gegenüber Nordkorea, die auf eine friedliche Wiedervereinigung von Nord- und Südkorea durch Öffnung und Annäherung ausgerichtet war. Im Jahr 2002 stellt die Partei Roh Moo-hyun (노무현) als Präsidentschaftskandidat auf. Dieser gewann die Wahl, trat jedoch nach seinem Amtsantritt 2003 aus der Partei aus und gründet mit seinen Unterstützern die Yeollin-uri-Partei (열린우리당, Yeollin-uri-dang, Unsere Offene Partei), was zur Spaltung der Partei führte. Die Uri-Partei proklamierte daraufhin, die wahre Präsidentschaftspartei zu sein.
Zur Parlamentswahl 2004 gewann die Uri-Partei mit 152 Sitzen die absolute Mehrheit in der Nationalversammlung und Kim Dae-jungs Partei stürzte auf 9 Mandate ab, ein Ergebnis, das ihr nicht Mal mehr einen Fraktionsstatus gab.
Am 6. Mai 2005 benannte sich die Partei in Minju-dang (민주당, Demokratische Partei) um.